# Казачий Шишим
Каза́чий Шиши́м — малая река в России, на Среднем Урале, протекающая в юго-западной части Свердловской области России, правая составляющая Большого Шишима. Длина реки — 31 км.

## География
Казачий Шишим протекает преимущественно с севера на юг в горно-лесистой части Среднего Урала, по землям пяти муниципальных образований Свердловской области:
- Кировградского муниципального округа,
- муниципального округа Верхний Тагил,
- муниципального образования «город Нижний Тагил»,
- муниципального округа Первоуральск,
- Новоуральского городского округа.

Длина водотока составляет 31 км.
Сливаясь с Чёрным Шишимом, образует реку Большой Шишим — правый приток Чусовой. Длина Большого Шишима вместе Казачьим Шишимом — 58 км.

### Притоки
Казачий Шишим принимает ряд мелких притоков. Среди них выделяются реки (от устья):
- Южная Переемная (правый приток),
- Малый Шишим (правый приток),
- Чесноковка (правый приток),
- Журавлиха (левый приток).

### Поселения
В настоящее время на Казачьем Шишиме нет ни единого населённого пункта. До второй половины 1970-х годов в среднем течении реки располагалась деревня Воробьи, ликвидированная советскими властями как «неперспективный населённый пункт».

### Русло
Исток Казачьего Шишима находится в межгорном перевале, в 2 км к северо-востоку от вершины горы Шишим и в 3,5 км к северо-западу от вершины горы Долгой. Река течёт с северо-северо-запада на юго-юго-восток по елово-берёзовому и еловому лесу. Через Казачий Шишим проложено множество бродов. В районе бывшей деревни Воробьи лес отсутствует. В нижнем течении река становится более извилистой. Приблизительно в 3,5 км к западу от деревни Пальники Казачий Шишим сливается с Чёрным Шишимом в единую реку Большой Шишим (или Шишим) длинной 27 км. Казачий Шишим является правой составляющей Большого Шишима, а Чёрный — левой.

## Данные водного реестра
По данным государственного водного реестра России, река Казачий Шишим относится к Камскому бассейновому округу. Водохозяйственный участок реки — Чусовая от города Ревды до в/п посёлка Кына, речной подбассейн — Кама до Куйбышевского водохранилища (без бассейнов рек Белой и Вятки), речной бассейн — Кама.
Код объекта в государственном водном реестре — 10010100612111100010355.

## Природоохрана
Часть русла Казачьего Шишима находится в пределах государственного Висимского заповедника.

## Ихтиофауна
В Казачьем Шишиме обитают следующие виды рыб: гольян-красавка, елец, пескарь, плотва, уклейка и хариус.